# North American Flora
North American Flora (abreviado N. Amer. Fl.) fue una revista ilustrada con descripciones botánicas editada por el Jardín Botánico de Nueva York. Se publicaron treinta y cuatro números desde el año 1905 al 1957.